# Charles Comiti

## Charles Comiti: Portrait complet d'un journaliste de guerre immersif et engagé[1]

### Parcours et formation d'un reporter de terrain
Charles Comiti, né en 1994, incarne une nouvelle génération de journalistes de guerre français qui privilégient l'immersion totale plutôt que la couverture à distance. Fils du producteur Tony Comiti (Tony Comiti Productions), il a grandi dans un environnement médiatique qui lui a donné une compréhension précoce de l'importance de la narration visuelle et de l'authenticité dans le reportage. Cette proximité avec le monde de l'audiovisuel a sans doute influencé sa vision du journalisme, mais Charles a su créer sa propre voie, transformant l'héritage familial en innovation personnelle.

### L'Ukraine: L'aboutissement d'une méthode et une spécialisation totale[3]
Depuis février 2022, Charles Comiti s'est distingué par son engagement total dans la couverture du conflit ukrainien. Contrairement à beaucoup de reporters qui effectuent des rotations courtes, il privilégie les séjours prolongés, parfois de plusieurs semaines dans les tranchées.
"Des femmes dans la guerre" (2022) : Redéfinir les récits de guerre
Ce premier documentaire ukrainien, coréalisé avec Julien Boluen, révolutionne l'approche genrée du conflit. En suivant Maroussia, la "Jeanne d'Arc des steppes" commandant des centaines d'hommes pour défendre Kiev, Iana creusant des tranchées sous la pluie dans des conditions rappelant 1914, Sophia survivant dans le métro de Kharkiv avec son bébé qu'elle allaite faute de nourriture adaptée, Comiti démontre que la guerre n'est pas qu'une affaire d'hommes. La séquence à Boutcha avec la photojournaliste Véronique de Viguerie documentant les crimes de guerre - ces morgues où s'entassent les cadavres de civils suppliciés - marque un moment de journalisme pur et nécessaire. Le témoignage de Natacha et Vika, cachées 40 jours dans une cave, rappelle l'ampleur des viols commis par l'armée russe.
"De glace et de feu" (2023) : L'immersion totale dans les tranchées
Les onze jours passés en février avec le bataillon Arey à 700 mètres des positions russes dans la région de Zaporijia représentent l'apothéose de sa méthode. Le documentaire transcende le reportage de guerre traditionnel en capturant l'intimité des combattants - ces appels téléphoniques déchirants ("Maman ? Oui, je suis vivant, tout va bien"), ces préoccupations futiles pour oublier la peur, ces tirs à l'aveugle avec des lance-roquettes. Sergueï, 29 ans, ancien enseignant devenu commandant, symbolise cette transformation d'hommes ordinaires en soldats. Le chiffre glacial - 200 morts en sept mois, soit 20% de l'effectif - donne la mesure du sacrifice documenté.
"Au cœur des tranchées" et "Une jeunesse sacrifiée" (2024) : La guerre dans la durée
Ces documentaires les plus récents montrent l'évolution de son regard et sa capacité à maintenir une couverture sur le long terme. "Au cœur des tranchées" pousse encore plus loin l'immersion dans la réalité quotidienne du front - les provisions mangées par les mulots, les opérations furtives, la vie à flanc de terre sous les tirs incessants. "Une jeunesse sacrifiée" pose la question générationnelle cruciale : que deviendront ces hommes après une telle expérience ? S'ils rentrent... La diffusion dans "Enquête Exclusive" sur M6 confirme la reconnaissance nationale de son travail.

### Les débuts révélateurs: comprendre les vulnérabilités du monde[5]
Cambodge (2019) : L'éveil d'une conscience sociale
Ses premiers reportages au Cambodge sur le travail des enfants dans les mines révèlent déjà une sensibilité particulière pour les situations humaines difficiles et les injustices sociales. Son documentaire "La grande invasion touristique" expose le côté sombre du tourisme de masse, notamment le travail des enfants dans les mines de zircon bleu du Ratanakiri - ces petits corps qui se faufilent dans les galeries pour extraire des pierres vendues aux touristes comme souvenirs. Cette première expérience forge son approche : aller au plus près des réalités humaines, même les plus dures, et dévoiler les faces cachées des réalités économiques dans leur complexité systémique.
Birmanie (2018) : La confrontation avec le danger physique
"Trompe-la-peur" sur les routes de l'impossible marque un tournant. Le documentaire sur ce train franchissant un viaduc centenaire à 100 mètres de hauteur sans aucune sécurité préfigure son goût pour les situations extrêmes et sa capacité à documenter le courage quotidien des populations face aux infrastructures défaillantes. Cette expérience birmane forge sa capacité d'adaptation aux environnements hostiles.

### L'Afrique: laboratoire de compréhension des conflits sociaux
Côte d'Ivoire (2020-2022) : De l'économie à l'intime
Sa progression en Côte d'Ivoire est remarquable. D'abord focalisé sur les défis économiques avec "Or et cacao, pour quelques pépites", il documente la transition dramatique des producteurs de cacao vers l'orpaillage illégal face à l'effondrement des cours. Puis, avec "Sexe et amour en Afrique de l'ouest", il ose aborder les transformations intimes de la société ivoirienne, notamment le phénomène du "mougoupan" (consommer sans s'attacher) et l'émancipation féminine face aux traditions patriarcales et aux mariages forcés. Cette évolution montre sa capacité à saisir les mutations sociales dans leur globalité.
Ouganda-Congo : Les routes de la survie
Le documentaire "Sur les routes de l'enfer" illustre parfaitement sa méthode immersive polyphonique. En suivant simultanément Charles accomplissant un rite initiatique avec son père, Sherman et Mugenya luttant contre les éléments avec leur camion chargé de riz, et Josiane récoltant le sel du lac Katwé avec ses sept enfants, Comiti tisse une narration qui révèle la complexité des défis quotidiens en Afrique de l'Est. Cette approche multiple permet de créer une vision stéréoscopique des réalités africaines.

### Les zones de guerre avant l'Ukraine: Irak et Haïti
Irak (2019) : "La soif de vivre" et la jeunesse sacrifiée
"Jeunes Irakiens : La liberté ou la mort" capture magistralement la génération post-Daech. Avec 60% de la population ayant moins de 25 ans, ces jeunes aspirent à une normalisation impossible, écartelés entre modernité occidentale et conservatisme radical. L'assassinat de Tara Fares, bloggeuse de 22 ans et ex-miss Irak, abattue en plein jour à Bagdad pour avoir osé affirmer sa féminité, devient le symbole tragique de cette génération. "La soif de vivre" sur les routes de l'impossible approfondit cette exploration de la résilience irakienne face aux années de guerre et de terrorisme.
Haïti (2021) : L'anarchie documentée
"La loi des gangs" représente un tournant dans son approche du danger. Sa rencontre exceptionnelle avec "Barbecue", le chef de gang le plus redouté du pays qui brûle ses ennemis, dans son propre fief, témoigne d'une prise de risque calculée mais nécessaire. La présence de l'équipe lors de la libération de Sœur Agnès et du Père Michel, kidnappés pendant trois semaines, montre sa capacité à être au bon endroit au bon moment. Le documentaire révèle l'effondrement total de l'État haïtien : police dépassée, kidnappings quotidiens (une dizaine par jour), gangs équipés d'armes de guerre.

### Une méthodologie distinctive forgée par l'expérience
Les constantes de l'approche de Charles Comiti
Son approche journalistique se caractérise par plusieurs éléments fondamentaux :
L'immersion prolongée comme condition de vérité Que ce soit 11 jours dans les tranchées ukrainiennes, des semaines en Haïti, ou des mois cumulés en Ukraine, Charles Comiti comprend que la vérité nécessite du temps. Cette durée permet de créer des liens de confiance avec les combattants, obtenant ainsi des témoignages plus intimes et authentiques, de documenter l'évolution du conflit au-delà des événements ponctuels, et de capturer la réalité quotidienne de la guerre, loin des images spectaculaires mais superficielles.
La prise de risque calculée Sa présence dans les tranchées, zones parmi les plus dangereuses du front, témoigne d'un courage physique mais aussi d'une préparation minutieuse et d'une connaissance des protocoles de sécurité. Cette proximité avec le danger n'est jamais gratuite mais toujours au service de la compréhension.
L'humanisation du conflit Ses reportages privilégient systématiquement les histoires individuelles plutôt que les analyses géopolitiques abstraites. Les soldats ne sont pas des statistiques mais des ouvriers, chauffeurs, serveurs, étudiants, enseignants avec des familles, des peurs, des espoirs. Cette approche rend la guerre compréhensible et tangible pour le public français.
La multiplicité des perspectives Ses documentaires donnent la parole à différents acteurs - combattants, civils, femmes, enfants - créant une vision stéréoscopique des conflits qui évite le manichéisme.

### L'innovation dans les formats: "Baroudeurs" et au-delà
La création de l'émission "Baroudeurs" montre sa capacité à innover dans les formats télévisuels. Cette émission, produite en collaboration avec Tony Comiti Productions, valorise le journalisme d'aventure et d'investigation en zones difficiles, créant un nouveau genre moins formaté que les magazines traditionnels. Elle permet de former et d'inspirer une nouvelle génération de reporters qui privilégient l'immersion longue durée sur le parachutage journalistique traditionnel.

### Impact, reconnaissance et influence
La transformation du journalisme de guerre français
Ses documentaires ont redéfini les standards en privilégiant la profondeur sur la rapidité, l'immersion sur la distance sécuritaire, la complexité narrative sur la simplification éditoriale, et l'humain sur le spectaculaire. Cette approche influence déjà une nouvelle génération de journalistes.
Une archive pour l'histoire
Son œuvre constitue une archive précieuse, capturant non seulement les événements mais surtout l'expérience humaine de la guerre. Dans un monde saturé d'images instantanées et de breaking news, Comiti rappelle la valeur irremplaçable du temps long et du regard humain sur l'inhumain.
La reconnaissance institutionnelle
La diffusion de ses documentaires sur des chaînes nationales (Canal+, M6, France 5, LCI) et dans des émissions prestigieuses comme "Enquête Exclusive" témoigne de la reconnaissance de la qualité et de l'importance de son travail.rsif.

### Conclusion: Un journalisme de témoignage nécessaire à notre époque
Charles Comiti représente plus qu'un journaliste de guerre ; il est un témoin-acteur qui documente l'histoire en train de se faire avec une authenticité rare. Sa capacité à transformer l'horreur en récit humain compréhensible, sans jamais tomber dans le voyeurisme ou la glorification, fait de lui une voix essentielle pour comprendre les conflits contemporains.
Son parcours, des mines du Cambodge aux tranchées ukrainiennes, dessine une cartographie de la souffrance humaine mais aussi de la résilience. Il nous rappelle que derrière chaque conflit, chaque crise, chaque statistique, il y a des hommes et des femmes dont les histoires méritent d'être racontées avec respect, profondeur et humanité.
Dans une époque où l'information est instantanée mais souvent superficielle, où les conflits sont résumés en tweets et en breaking news, Charles Comiti incarne la permanence d'un journalisme exigeant qui prend le temps de comprendre, de vivre et de transmettre la complexité du monde. Son œuvre est un rappel puissant que le véritable journalisme nécessite du courage - pas seulement physique, mais aussi moral et intellectuel - pour affronter la réalité dans toute sa brutalité et sa beauté.
1. ↑  « « Au cœur des tranchées » : un documentaire exceptionnel sur la guerre en Ukraine », sur parismatch.com, 29 avril 2023 (consulté le 17 août 2025)
2. ↑  « « Ukraine : une jeunesse sacrifiée ? », sur M6 : entre mobilisation et démoralisation », Le Monde,‎ 26 janvier 2025 (lire en ligne, consulté le 17 août 2025)
3. ↑  « Dailymotion », sur www.dailymotion.com (consulté le 17 août 2025)
4. ↑  « “Enquête exclusive” sur M6 : en Ukraine, le cauchemar d’une jeunesse sous les bombes », sur www.telerama.fr, 24 janvier 2025 (consulté le 17 août 2025)
5. ↑  Gislaine MATIAS, « Cambodge la grande invasion touristique », sur JUSTICEPOURLECAMBODGE, 13 mai 2023 (consulté le 17 août 2025)
6. ↑  « Télé Star - Votre programme TV, les news de l'univers télé », sur Télé Star (consulté le 17 août 2025)
7. ↑  « Les Routes de l'impossible. Birmanie, trompe-la-peur », sur La Vie.fr, 2018-08-01cest00:00:00+02:00 (consulté le 17 août 2025)
8. ↑  « Les routes de l'impossible - Saison 13 - Épisode 7 : Côte d'Ivoire : or et cacao, pour quelques pépites », sur TV Magazine, 17 août 2025 (consulté le 17 août 2025)
9. ↑  « jeunes-irakiens-la-liberte-ou-la-mort », sur catalogue.ina.fr (consulté le 17 août 2025)
10. ↑  « haiti-la-loi-des-gangs », sur catalogue.ina.fr (consulté le 17 août 2025)
11. ↑   [vidéo] « Trois jeunes au coeur de  la guerre en Ukraine », Réel média, 23 janvier 2025, 7:38 min (consulté le 17 août 2025)
12. ↑  « Tony Comiti, 52 ans de reportages à la Une », sur www.corsematin.com, 21 décembre 2020 (consulté le 17 août 2025)